# 夏溪乡
夏溪乡，是中华人民共和国四川省宜宾市屏山县下辖的一个乡镇级行政单位。

## 行政区划
夏溪乡下辖以下地区：
场镇社区、大埝村、钢丝村、顺天村、西河村、新桥村、建设村、红椿村、石笋村、瓦窑村、烂坝村、南坪村、红岩村和红光村。